# Assassinato de Adam Walsh
Adam John Walsh (14 de novembro de 1974 - 27 de julho de 1981) era um garoto americano que foi raptado da loja Sears no Centro Comercial Hollywood em Hollywood, Flórida, a 27 de julho de 1981, e mais tarde encontrado morto e decapitado perto de Abacoa, Flórida. A sua morte ganhou publicidade nacional. A sua história foi tornada em filme em 1983 com o nome Adam, visto por 38 milhões de pessoas na sua estreia. O seu pai, John Walsh, tornou-se defensor das vítimas de crimes violentos e apresentador do programa de televisão America's Most Wanted.
O assassino em série condenado Ottis Toole confessou o assassinato de Adam, mas nunca foi condenado por este crime em específico devido à perda de provas e a uma confissão desmentida. Toole morreu na prisão de cirrose em 15 de setembro de 1996. Apesar de não terem surgido novas provas, a 16 de dezembro de 2008, a polícia anunciou que o caso Walsh estava agora fechado e determinaram Toole como assassino.

## História do caso

### Rapto e assassinato
Revé, a mãe de Adam, levou-o às compras consigo à loja Sears em Hollywood, Flórida a 27 de Julho de 1981. Ela disse que parou para ver lâmpadas numas corredores à frente e o deixou num quiosque com uma televisão e jogos de vídeo Atari 2600 onde vários outros rapazes estavam a jogar à vez. Pouco depois, ela disse que regressou e viu que ele e os outros rapazes tinham desaparecido. Uma gerente da loja informou-a que tinha começado uma briga entre os que estavam no quiosque e um segurança exigiu que saíssem da loja. O segurança perguntou aos mais velhos se os seus pais estavam ali, e eles disseram que não. Foi mais tarde conjecturado pelos pais de Adam que ele era demasiado tímido para falar ao segurança, e ele presumiu que ele estava com os outros rapazes, e colocou-o na mesma porta. Baseado na declaração de Revé de que ele estava na loja com ela, foi assumido que ele foi deixado sozinho perto de uma saída que não lhe era familiar.
A cabeça decapitada de Adam foi encontrada por dois pescadores num canal de Vero Beach (aproximadamente 209 quilómetros) a 10 de Agosto de 1981. O resto do seu corpo nunca foi recuperado. O investigador concluiu que a causa da morte tinha sido asfixia e que a decapitação ocorreu depois, possivelmente para manter os seus restos mortais por identificar ou não se poder determinar a causa da morte.[carece de fontes?]

### Investigação
O pai de Adam, John Walsh foi considerado como principal suspeito pelas autoridades quando a investigação policial começou a torna-se exaustiva. Depois de cerca de uma semana, foi absolvido de qualquer envolvimento seguido de uma declaração pública muito emotiva que foi transmitida nacionalmente na televisão.[carece de fontes?]
A polícia eventualmente concluiu que Adam foi raptado por Ottis Toole perto da frente exterior da Sears nessa tarde, depois de lhe ter sido dito para sair pelo segurança. Ele atraiu Adam para o seu Cadillac com a frente danificada com promessas de brinquedos e doces, e depois conduziu para norte na Autoestrada 95 para a sua casa em Jacksonville. Adam, primeiro dócil e obediente, começou a entrar em pânico enquanto conduziam. Toole bateu-lhe na cara, mas como isto apenas tornou a situação pior, ele "espancou-o até ficar inconsciente". Enquanto Adam estava desmaiado, Toole conduziu para uma estrada deserta na Mile Marker 130 perto de Abacoa, Flórida, e violou-o durante 2 horas. Quando percebeu que Adam ainda estava a respirar, estrangulou-o até à morte com um cinto, arrastou-o para fora do carro, e decapitou-o com uma manchete. Toole mais tarde disse ter-se visto livre do corpo de Adam queimando-o num refrigerador antigo quando regressou a Jacksonville. Conduziu com a cabeça cortada de Adam no seu carro durante alguns dias até se lembrar que estava lá, e depois deitou-a no canal, a norte de onde o tinha matado. Ele disse que queria fazer de Adam o seu filho adoptado, mas dada a relação próxima que ele tinha com os pais, não era possível. A investigação da polícia sobre o seu rapto foi insatisfatória, e eles perderam a carpete com sangue do Cadillac de Toole, a manchete usada para decapitar Adam, e eventualmente, o carro. Os testes de ADN estavam num estado rudimentar no início dos anos 80, e não era possível determinar a origem do sangue encontrado no Cadillac.
Toole, alegado confidente do assassino em série Henry Lee Lucas, confessou repetidamente e depois retraiu-se do seu envolvimento. Nunca foi acusado do caso Walsh, apesar de de ter providenciado descrições acuradas de como cometeu o crime. Várias testemunhas também o colocam na área de Hollywood nos dias antes do desaparecimento de Walsh. A polícia investigou-o pela morte de Adam mas perdeu provas importantes no caso, incluindo a carpete manchada de sangue do Cadillac. Em Setembro de 1996, morreu na prisão, com 49 anos, de cirrose enquanto servia prisão perpétua por outros crimes. Depois, a sua sobrinha disse a John que o seu tio fez uma confissão no leito da morte do assassinato de Adam. A sua confissão foi vista como verídica, desde que ele e Lucas confessaram estar implicados em mais de 200 homicídios diferentes, muitos deles que descreveram com exactidão pormenores que apenas quem cometeu podia saber.
Em 1997, o Chefe da Polícia Rick Stone conduziu uma revisão exaustiva do caso de Adam Walsh depois do livro de John ser lançado. Na altura, Stone era um veterano há 22 anos dos departamentos da polícia de Dallas, Texas e Wichita, Kansas e tinha sido apontado chefe da polícia de Hollywood no ano anterior. Apenas dos crimes terem 16 anos na altura da revisão do chefe Stone, ele providenciou uma análise das provas, incluindo rever interrogações gravas de Toole pelo Detective da Polícia de Hollywook Mark Smith. Stone diz que a sua revisão encontrou provas que mostram "para além de dúvida razoável" que Toole assassinou Adam. Ele e o seu amigo próximo, o condenado assassino em série Henry Lee Lucas, eram famosos, anotou Stone, por confessar os crimes que cometeram e desmentirem.
Em 2007, alegações ganharam publicidade que Jeffrey Dahmer, preso em Wisconsin em 1991 depois de matar mais de uma dúzia de homens e rapazes, também tinha sido suspeito na morte de Adam. Ele vivia em Miami Beach na altura em que Adam foi morto, e duas testemunhas colocavam-no no centro comercial no dia em que Adam foi raptado. Uma das testemunhas disse que viu um homem estranho a entrar no departamento dos brinquedos onde Adam foi raptado. A outra dizia ter visto um homem jovem e loiro com queixo proeminente a atirar uma criança à força para uma carrinha azul e a afastar-se. Ambas as testemunhas reconheceram que o homem visto eram Dahmer quando as imagens dele saíram nos jornais depois da sua prisão. Os relatórios mostram que a loja onde ele trabalhou tinha uma carrinha azul na altura. Ele perseguia homens jovens e rapazes (o mais novo tinha mais 8 anos que Adam), e o seu modus operandi incluía cortar a cabeça das vítimas. Quando interrogado sobre Adam no início dos anos 90, ele negou repetidamente o envolvimento no crime, dizendo até: "Eu já vos disse tudo - como os matei, como os cozinhei, quem comi. Porque não vos diria se tivesse feito a mais alguém?". Depois deste rumor ter saído, John Walsh disse que não tinha "visto provas" que ligasse o rapto e morte do seu filho a Dahmer.
A 16 de Dezembro de 2008, o Chefe da Polícia de Hollywood, Flórida, Chad Wagner, amigo de John, anunciou, com ele presente, que o caso estava agora fechado. Uma revisão externa ao caso foi conduzida e a polícia anunciou que estavam satisfeito que Ottis Tolle fosse o assassino..

## Legado
O rapto e assassinato de Adam fez com que John se tornasse defensor dos direitos das vítimas. O homicídio de Adam esteve entre os que ajudou a incentivar a formação do Centro Nacional de Crianças Desaparecidas e Exploradas (NCMEC). Como resultado da sua defesa, ele foi convidado a apresentar o programa de televisão America's Most Wanted.
O programa Código Adam para ajudar crianças perdidas em lojas tem este nome em memória de Adam. O Congresso dos Estados Unidos passou a Lei Adam Walsh para a Protecção e Segurança das Crianças a 25 de Julho de 2006, e o Presidente Bush assinou a lei em 27 de Julho de 2006. A cerimónia de assinatura teve lugar no relvado a sul da Casa Branca, com John e Revé. A lei incluía uma base de dados nacional sobre abusadores de crianças condenados, e aumenta as multas para ofensas sexuais e violentas contra crianças. Também cria a uma causa de acção RICO para predadores de crianças e os que conspiram com eles.
O rapper Bizzy Bone que foi raptado pelo seu padrasto quando era criança, foi descoberto por um vizinho que reconheceu a sua foto mostrada no fim do filme Adam, sobre o caso de Adam Walsh.